# Plongeur fantastique
 Plongeur fantastique est un film muet français réalisé par Segundo de Chomón et sorti en 1906.

## Fiche technique
- Titre : Plongeur fantastique
- Pays d'origine :  France
- Réalisation : Segundo de Chomón
- Dates de sortie :
  - France : 1906
  - États-Unis : avril 1906
- Société de production Pathé Frères
- Durée : 1 minute 30 secondes